# 8236 Gainsborough
8236 Gainsborough è un asteroide della fascia principale. Scoperto nel 1960, presenta un'orbita caratterizzata da un semiasse maggiore pari a 2,7597060 UA e da un'eccentricità di 0,2194990, inclinata di 6,87996° rispetto all'eclittica.